# Teleferica del Montjuïc
La teleferica del Montjuïc è un impianto di cabinovia turistico di Barcellona situato sul lato orientale della collina del Montjuïc che collega il Parco di Montjuïc con il sovrastante castello.

## Storia

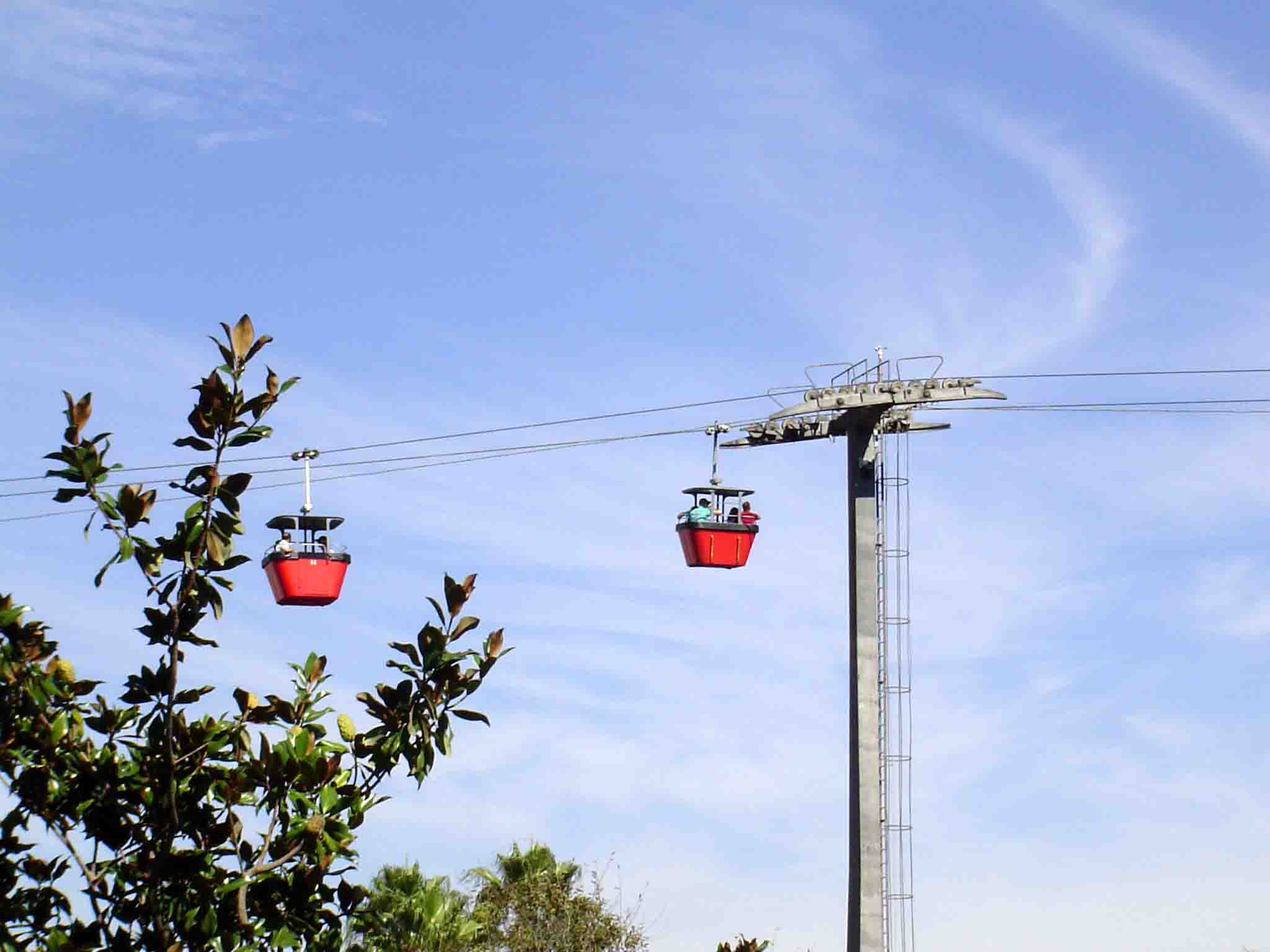
Le vecchie cabine a vagone aperto

L'impianto, inizialmente di tipo cestovia, fu inaugurato nel 1970, in sostituzione del tratto terminale dismesso della funicolare di Montjuïc e utilizzava delle cabine a vagone aperto. Il 3 ottobre 2004 la linea venne chiusa per una ristrutturazione completa e il servizio riprese a maggio 2007, con la sostituzione dei vecchi vagoni con 55 nuove cabine chiuse da 8 persone, di cui due adatte anche al trasporto di persone disabili.

## Tracciato e caratteristiche
Il percorso parte dalla stazione del Parco di Montjuïc e risale la collina fino alla stazione intermedia di Mirador, dove la linea compie una curva di quasi novanta gradi prima del tratto finale fino alla stazione terminale del Castello. La stazione di Mirador costituisce una tappa di fermata soltanto nella direzione di discesa.
La linea presenta una lunghezza complessiva di 752 m per un dislivello di 84,55 m e le cabine viaggiano a 5 m/s.
L'impianto è gestito da TMB però non fa parte della rete tariffaria integrata dell'Autoritat del Transport Metropolità e richiede dei biglietti a parte.